# Twenty Twenty (banda)
Twenty Twenty es una banda británica de pop rock formado por Sam Halliday (voz y guitarra), su hermano Jack Halliday (voz y bajo), y Sonny Watson-Lang (voz y batería). La banda ha apoyado actos tales como The Wanted, The Saturdays, Avril Lavigne, Scouting for Girls y Selena Gomez. Sus apariciones en festivales han incluido actuar con JLS, Diversity, y McFly. En julio de 2010, se vio a la banda actuar en el O2 Arena con The Saturdays y Tinchy Stryder. A principios de 2011 Twenty Twenty también fueron teloneros de The Saturdays en su tour por el Reino Unido entre los meses de febrero y marzo, además de apoyar a The Wanted en marzo y abril.
Además, el 17 de abril del 2011, sacaron su nuevo sencillo y su primer álbum “Small Talk”, salió a la venta el 2 de mayo del mismo año al firmar un contrato con una discográfica muy importante.

En agosto del 2011 dieron su primera actuación como artistas principales en el O2 Shepherd’s Bush Empire donde interpretaron canciones de su álbum 'Small Talk' y canciones nuevas como su nuevo sencillo 'Move It'.

## Historia

### Trayectoria
Los miembros del grupo, Sam, Jack y Sonny, se reunieron a finales de 2008 y formaron juntos el grupo Twenty Twenty en febrero de 2009, cuando realizaron su primer show en vivo en el Barhouse en Chelmsford. Desde entonces, han realizado giras como actos de apoyo (siendo teloneros) y también como actos principales, donde se han vendido por completo por todo el Reino Unido. El grupo es conocido por su activa presencia en línea a través de populares sitios de redes sociales (por ejemplo en Twitter  @TTband )
El 29 de julio se estrenó la película Horrid Henry, en su banda sonora podemos encontrar 'Get Down' de su álbum debut 'Small Talk'. También se rodó un vídeo con imágenes de la película y de la banda.

## Lanzamientos
En mayo del año 2010, la banda sacó a la luz “Get Down Live with Twenty Twenty”, que alcanzó el número 4 en las listas de ‘Official DVD Music Chart’.
El 4 de julio de 2010 lanzaron su primer sencillo oficial “World’s Apart”, que alcanzó el número 72 en las listas nacionales de UK, número 2 en ‘Official Indie Breakers Chart’ y el número 8 en ‘Official Indie Singles Chart’.
A mediados de abril del 2011, la banda lanzó su segundo sencillo ‘Love to Life’ que entró en las listas oficiales del Reino unido en el número 60.
El 2 de mayo del mismo año, salió a la venta su primer álbum llamado ‘Small Talk’ que se posicionó en las listas del Reino Unido en el número 26.
Más tarde, el 23 de octubre del 2011, la banda estaba preparada y sacó a la venta su siguiente sencillo (el tercero) ‘Move it’, que ya se había estrenado en Youtube el 18 de agosto.

## Discografía

### Sencillos
| Sencillo             | Año  | Chart positions | Álbum      |
| Sencillo             | Año  | UK              | Álbum      |
| -------------------- | ---- | --------------- | ---------- |
| "Forever"            | 2009 | —               |            |
| "Story of Our Lives" | 2009 | —               |            |
| "Worlds Apart"       | 2010 | 72              |            |
| "Love to Life"       | 2011 | 60              | Small Talk |
| "Move It"            | 2011 | —               |            |

## Miembros

### Sam Halliday
Sam Halliday nació el 28 de julio de 1988.

### Jack Halliday
Jack Halliday Nació el 21 de mayo de 1990.

### Sonny Watson-Lang
Sonny Watson-Lang nació el 28 de mayo de 1990.